# Lettek
A lett (lettül latvieši) balti népcsoportja az észtekkel, a litvánokkal és az oroszok szomszédságában él. Országuk Lettország, az Európai Unió egyik tagállama. Lettországon kívül nagy számban élnek lettek az Egyesült Királyságban, az Egyesült Államokban és Oroszországban is. A lett nép ősei balti törzsek voltak: Lettország keleti részén a latgalok (Latgale lakói) éltek, a nyugati részén a kurok laktak, a Rigától északra levő terület (Livónia) lakói a finnugor lívek, a Kurzeme és a Daugava közé eső terület (Zemgale) lakói a szelének vagy szemigalok voltak. E törzsek soha nem egyesültek egységes államba, aminek oka a földrajzi széttagoltságon kívül a 13. században a dán és német hódítás volt.
Három nyelvjárás alakult ki: a keleti vagy felső-lett, a nyugati vagy alsó-lett (ezek összefoglaló neve „tamsi”), illetve a központi vagy közép-lett. A lett irodalom hordozója a gazdag folklór volt, amelynek kiemelkedő műfaja a daina (dal).
A lettek többsége keresztény evangélikus, katolikus és ortodox vallású. Vannak akik egy természeti vallásban hisznek, a Dievturiban.

## A lettek történelme
Az ország mai területén finnugor vadászok éltek a Kr. e. 3000 és 2000 közötti időszak óta. A balti törzsek az i. e. 1700-as években vándoroltak be a térségbe. A régészek találtak azonban olyan tárgyi leleteket, melyek bizonyítják, hogy a régióban már a Kr. e. 9000-es években is éltek emberek.
A Krisztus utáni első századokban a terület lakosai a germán törzsekkel és a Római Birodalommal kereskedtek, majd a vikingekkel és az oroszokkal is gazdasági kapcsolatokat létesítettek.
Az itt élő finnugor és balti népcsoportok a 12. században még természeti vallásúak voltak. A pápa küzdelmet hirdetett az északi pogányok megtérítésére: előbb dán, svéd, majd a 13. század elején német hittérítők, lovagok, kereskedők és szerencsevadászok érkeztek a térségbe. A lívek földjén létrejött a Kardtestvérek rendje, amely évtizedekig harcolt a lettek ellen, csakhogy földjeiket megszerezze. A kardtestvér lovagok a lettektől, litvánoktól és oroszoktól elszenvedett vereségeik hatására beolvadtak a déli Teuton Lovagrendbe. 1290-re a lakosokra kényszerítették a keresztény hitet. A Teuton Lovagrend elűzésével a kardtestvérek újból szuverénné nyilvánították magukat, de nem sokáig tartottak ki az oroszok fokozódó nyomása miatt. Eleinte úgy tűnt, hogy a letteket teljesen az oroszok igázzák le, de velük szemben a protestáns Svédország és a katolikus Lengyelország–Litvánia seregei is 1592-ben az ország területére érkeztek, hogy megvívjanak a balti országért.
Kelet-Lettország nagyobb része (beleértve Rigát is) svéd uralom alá került. Ez az időszak mégis kedvezően hatott az ország fejlődésére. A 17. század svéd királyai felszabadították a lett parasztokat a jobbágyság alól. Átfogó oktatási reformokat vezettek be. A jobbágyfelszabadítás egyben nemzeti felemelkedést jelentett.
Lettország politikai egysége lassan helyreállt, az ország kezdte visszanyerni jogait. A 19. század végén az oroszok próbálták hatalmukat az egyre dinamikusabban fejlődő ország területére kiterjeszteni.
Az első világháború alatt Lettország (miként Litvánia is) német megszállás alá került. 1918. november 18-án, a német vereséget követően egy parasztokból, középosztálybeliekből és szocialistákból álló csoport kinyilvánította az ország függetlenségét, Kārlis Ulmanis, a Parasztpárt vezetője pedig kormányt alakított.
1920-ban Szovjet-Oroszország békeegyezményt kötött Lett Köztársasággal a nacionalisták, bolsevikok és balti németek közötti ellenségeskedés miatt. Szovjet-Oroszország ekkor elismerte Lettország „örökös függetlenségét”.
A két világháború közötti rövid időszakban Lettország független állam volt. Az 1930-as évek végére Lettországban felülkerekedett az önkényuralom, és 1939. augusztus 23-án Harmadik Birodalom és a Szovjetunió megnemtámadási egyezménye szerint Lettország a szovjet érdekszférába került. 1940. augusztus 21-én a Szovjetunió foglalta el.
Függetlensége 1991-ben, a Szovjetunió szétesése után újra helyreállt. 1994-ben az utolsó orosz csapatok is kivonultak Lettországból. Az orosz kisebbség aránya a csapatkivonás évében kb. 30% volt. Lettország 2004 tavaszán a NATO-hoz és az Európai Unióhoz is csatlakozott.

## Híres lettek
- Jānis Bērziņš (1889–1938) szovjet katonai hírszerző
- Andrejs Pumpurs (1841–1901) – költő, a lett nemzeti eposz, a Lāčplēsis szerzője
- Ēriks Ešenvalds (1977) – zeneszerző
- Isaiah Berlin (1909–1997) – filozófus, számos írását magyar nyelvre is lefordították. Rigában született, emigrációban élt. Liberális nézeteiről, esszéiről híres
- Jānis Čakste (1859–1927) – politikus. 1918-ban a Lett Népi Tanács (Tautas Padome) elnökévé választották, az akkori kormány Lettország függetlenségét hangoztatta. 1922-ben és 1925-ben is az ország elnökévé választották (még lett elnökként halt meg 1927-ben)
- Juris Rubenis (1961– ) – híres evangélikus lelkész, író. Több mint húsz eredeti irodalmi és teológiai szakmunkát írt, ezekből tízet „bestsellerként” tartanak számon Lettországban
- Karlis Baumanis (1835–1905) – zeneszerző, Lettország nemzeti himnuszának szerzője. Címe: „Dievs, svētī Latviju!” (Isten áldja Lettországot!)
- Krišjānis Barons (1835–1923) – „a lett népdal atyja”, aki elsőként gyűjtötte össze és adta ki kötetben a lett népdalok szövegét „Latvju Dainas” címen (1894–1915)
- Mihails Tāls (1936–1992) – a 8. sakk világbajnok. Rigában született. Vakjátszmáiról is híres volt
- Pēteris Vasks (1946– ) – kortárs zeneszerző. A lett népzene elemeiből meríti forrásait. Fő művei: Cantabile (1979) és a Musica dolorosa (1984). Négy vonósnégyest írt, a 2003-ban komponáltat a Kronos Quartet számára
- Rainis (eredeti nevén: Jānis Pliekšāns, 1865–1929) – a legismertebb lett író, több verseskötet szerzője. Rainist „a legnagyobb 20. századi lettnek” nevezték.
- Rūdolfs Blaumanis (1863–1908) – író, színműíró

## Fordítás
- Ez a szócikk részben vagy egészben  a   Latvian people című angol Wikipédia-szócikk fordításán alapul.  Az eredeti cikk szerkesztőit annak laptörténete sorolja fel. Ez a jelzés csupán a megfogalmazás eredetét és a szerzői jogokat jelzi, nem szolgál a cikkben szereplő információk forrásmegjelöléseként.